# Jimi Maasi Glacier
Jimi Maasi Glacier är en glaciär i Kanada.   Den ligger i territoriet Nunavut, i den nordöstra delen av landet, 3 000 km norr om huvudstaden Ottawa. Jimi Maasi Glacier ligger 152 meter över havet.
Terrängen runt Jimi Maasi Glacier är huvudsakligen kuperad, men åt sydväst är den bergig. Trakten runt Jimi Maasi Glacier är nära nog obefolkad, med mindre än två invånare per kvadratkilometer.. Det finns inga samhällen i närheten.
Trakten runt Jimi Maasi Glacier är permanent täckt av is och snö.